# Labarum

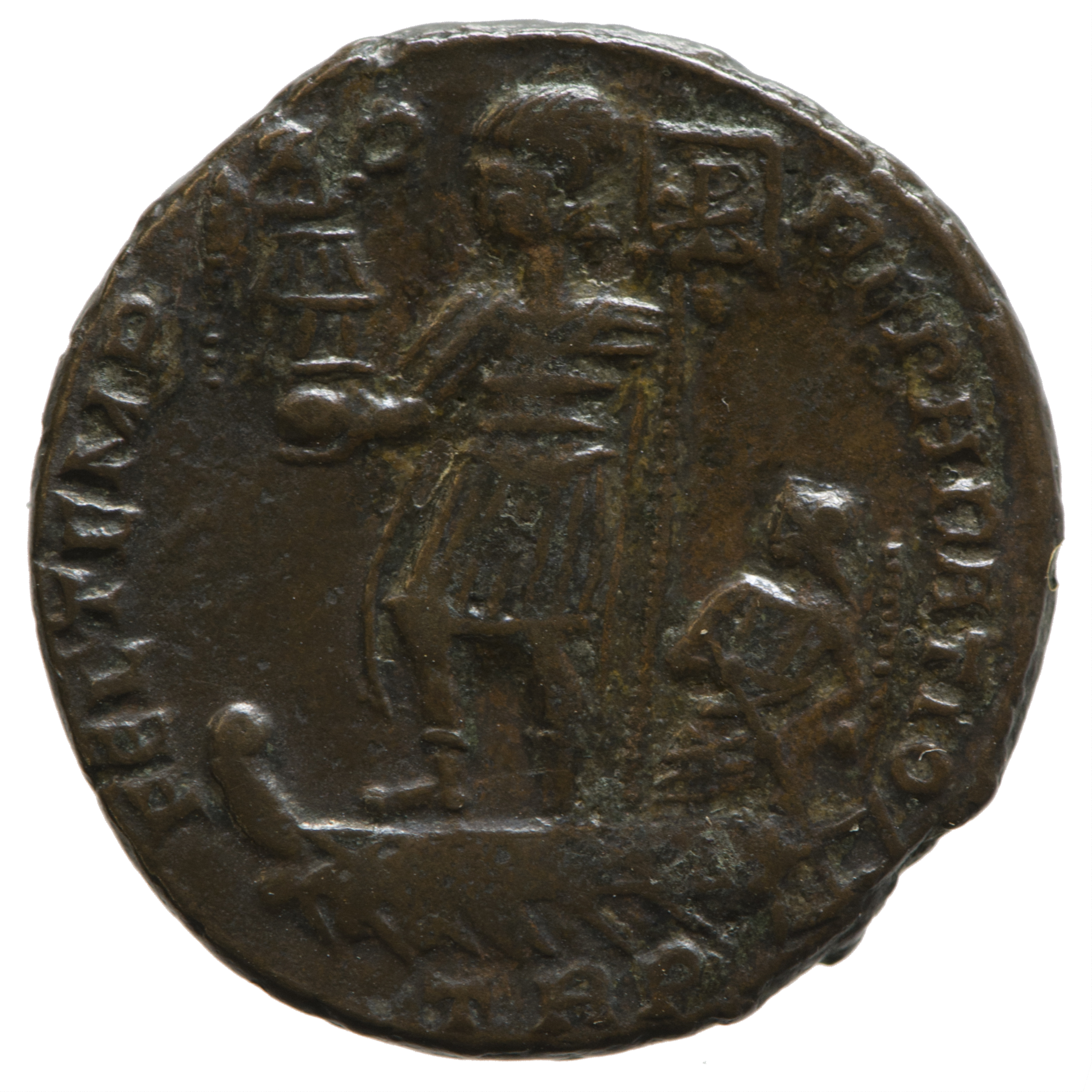
Revers d'un nummus de Constant Ier émis en 348 : l'empereur debout sur une galère conduite par une Victoire tient d'une main un globe surmonté d'une Victoire et de l'autre un labarum marqué d'un chrisme

Le labarum (en grec λάβαρον / lábaron) est l'étendard militaire portant le symbole chrétien du chrisme adopté à partir de Constantin Ier par les empereurs romains.

## Origine du terme
L'étymologie du terme est inconnue : une explication par laureum (vexillum) (étendard de laurier) est impossible à cause de la différence de forme ; une explication par l'adjectif gaulois *labaros (breton lavar « dire ; parole ; promesse » ; gallois llafar « loquace, oral ; parole ») est au mieux indémontrable à cause de la différence de sens.

## Description du labarum constantinien

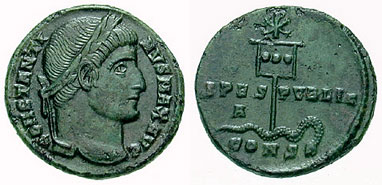
Monnaie de Constantin d'environ 337, où l'on voit un modèle de son labarum avec les trois disques alignés.

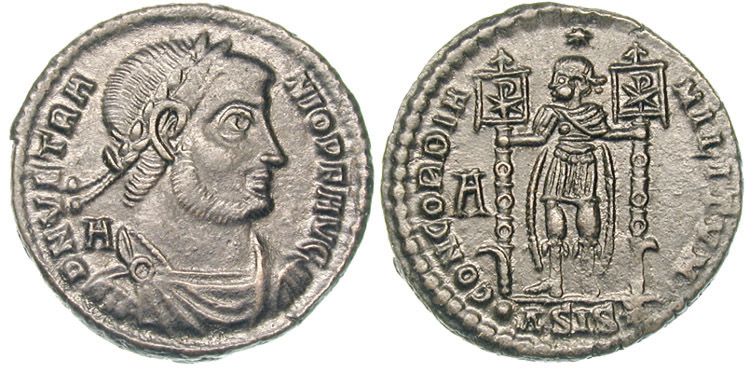
Monnaie de Vétranion. Un soldat porte de chaque main un labarum. Contrairement au premier labarum de Constantin, le chrisme ne surmonte plus la hampe mais est brodé directement sur le tissu du vexillum.

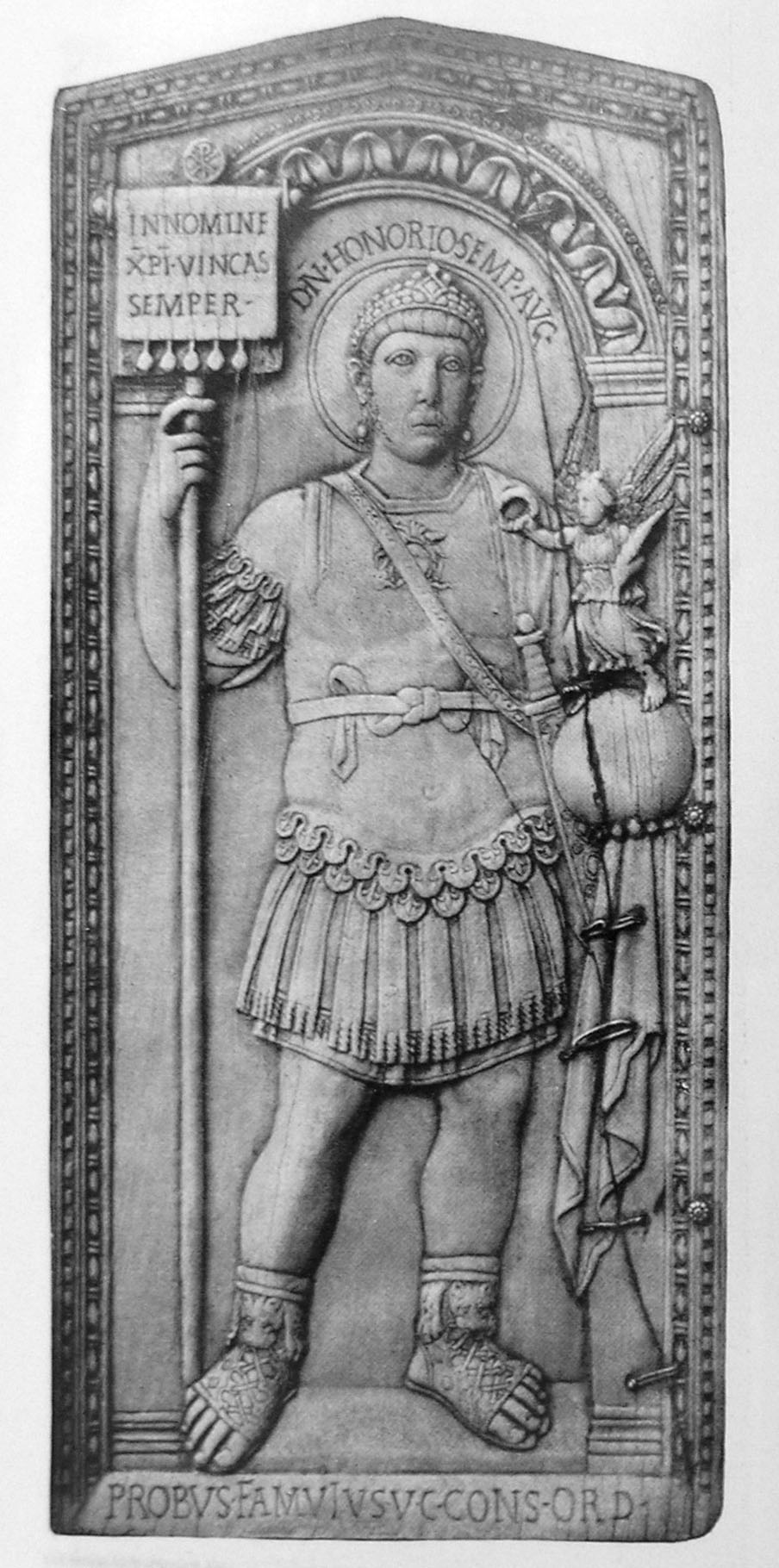
Le labarum tenu par l'empereur Honorius sur le diptyque consulaire de Probus, en 406

Il est très probable mais pas entièrement certain que c'est l'étendard même fabriqué sur l'ordre de Constantin avant la bataille du pont Milvius en 312, d'après la description quelque peu obscure qu'en donne Lactance. Le labarum de Constantin, comme en témoigne la numismatique, consistait en un chrisme, entouré d'une couronne dorée, surmontant le mat du vexillum ; sur celui-ci l'aigle romaine avait été remplacée par trois disques dorés ou besants posés en alignement, dont le sens n'est pas clair.
Dans l'iconographie antique tardive, le labarum est représenté habituellement comme un étendard portant le chrisme ou bien une inscription rappelant la victoire de Constantin, comme c'est le cas par exemple sur le diptyque de Probus, consul en 406 : In Nomine Christi Vincas Semper (Au nom du Christ puisse-tu vaincre toujours).

## Origines
Déjà, du temps de l'empereur Hadrien, les légions utilisaient un étendard composé d'une hampe et d'une barre transversale portant un étendard, appelé vexillum. Un autre type d'étendard s'appelait cantabrum et, du fait de ce nom, est supposé avoir été importé à Rome par les cavaliers Cantabres. Ce type d'enseigne militaire était de forme semblable au labarum qui en est la forme christianisée. D'ailleurs Tertullien et Minucius Felix qui avaient remarqué la similitude du vexillum avec la croix faisaient remarquer ironiquement que les légions vénéraient déjà la croix.
Constantin n'a donc pas modifié la forme habituelle des enseignes des légions, le vexillum et le cantabrum, mais il en a christianisé la symbolique en remplaçant l'aigle de Jupiter par le chrisme. Un escadron de cinquante soldats d'élite les labariferi étaient chargé de porter et de défendre le labarum à la tête de la légion.
Les armes de la ville d'Arles (Bouches-du-Rhône) portent le labarum impérial avec l'inscription « civ. arel » (pour civitas arelatensis).